# Taprobanea
Taprobanea là một chi phong lan trong họ Orchidaceae.